# Джеральдіна Аппоньї де Надь-Аппоньї
Джеральдіна Аппоньї де Надь-Аппоньї (6 серпня 1915 — 22 жовтня 2002) — графиня з роду Аппоньї, дружина албанського короля Зогу І й мати Леки І, кронпринца Албанії.

## Молодість
Джеральдіна народилася в Будапешті, Австро-Угорщина, в сім'ї графа Джули Аппоньї де Надь-Аппоньї (1873—1924). Її мати, Гледіс Вірджинія Стюарт (1891—1947), була американкою за походженням, донькою Джона Генрі Стюарта з Вірджинії, дипломата, який служив американським консулом в Антверпені, та його дружини Марії Вірджинії Рамзай Хардінг.
Коли Джеральдіні було три роки, Австро-Угорщина розпалася і сім'я Аппоньї змушена була переїхати жити у Швейцарію. У 1921 році вони повернулися до Угорщини. Проте, коли батько Джеральдіни помер у 1924 році, її мати разом з трьома дітьми (Джеральдіною, котрій було дев'ять, Вірджинією та Дьюлою) переїхали жити в Ментон, на півдні Франції. Коли графиня одружилася з французьким офіцером, діти повернулися до Угорщини для отримання шкільної освіти. Дівчат відправили в школу-інтернат в Пресбаум поблизу Відня. Щасливе дитинство Джеральдіни пройшло в замку Опоніце (нинішня Словаччина), в спадковому помісті  Аппоньї в Верхній Угорщині, територія якої потім перейшла до Чехословаччини (громадянство якої отримала Джеральдіна, а також вивчила словацьку мову). Вона жила там до 1938 року і заробляла на життя працюючи стенографісткою. Вона також працювала в сувенірній крамниці Будапештського національного музею, де її дядько був директором.

## Королівське життя
Джеральдіна познайомилася з королем Зогу І в грудні 1937. Вона відвідала Албанію і після кількох днів вони заручилися. До весілля «Білій Троянді Угорщини» (як її називали) було надано титул «Принцеси Албанської».

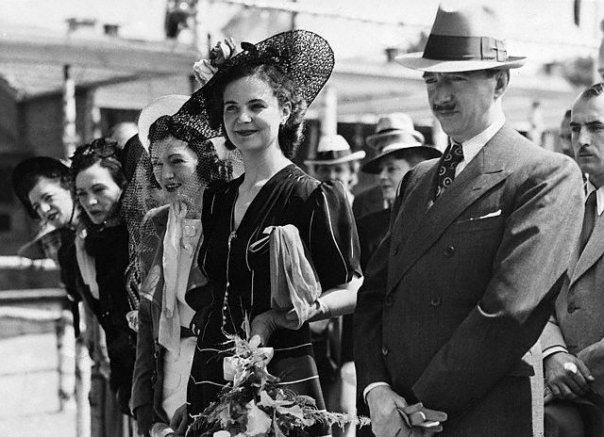
Королева Джеральдина з Королем Зогу і його сестрами в екзилі в Швеції

27 квітня 1938 року, в Тирані, Албанія, Джеральдіна вийшла заміж за короля Зогу І. За віросповіданням вона була католичкою, а король мусульманином. Спеціально для весілля Джеральдіні виготовили діамантову тіару з геральдичною козою. На медовий місяць вони поїхали на відкритому Мерседесі 540К, подарованому Адольфом Гітлером.
У подружжя народився один син. Кронпринц Лека Зогу (1939—2011).
Правління Зогу І було перерване італійським вторгненням в Албанію в квітні 1939 року, і родина змушена була покинути країну. В квітні 1939 Джеральдіна та Зогу покинули Албанію через Грецію та Туреччину і зупинилися в Франції, а потім в Англії. Вони жили в готелі Рітц в Лондоні, в Аскоті і, майже протягом всієї війни, в Пармур-Хаусі в Фрієті, Бакінгемшир. В 1946 році вони переїхали до Єгипту, а потім в 1952 році до Франції. Король Зогу І помер в От-де-Сені, Франція, в 1961 році, а їхній син, Кронпринц Лека, був проголошений албанським урядом в вигнанні королем Лекою І. Після цього королівська сім'я переїхала до Іспанії, потім до Родезії і Південної Африки.

## Останні роки
Після смерті чоловіка, Джеральдіну називали «Королевою-Матір'ю Албанії». В червні 2002 року, Джеральдіна повернулася з Південної Африки до Албанії. Вона продовжувала заявляти, що її син Лека є законним королем.
Королева Джеральдіна померла п'ятьма місяцями пізніше 22 жовтня 2002 року, в віці 87 років в військовому госпіталі Тирани. Після того як її відправили на лікування захворювання легень, вона перенесла три серцеві напади, останній з яких був фатальним. Її поховали на громадському цвинтарі Шарри 26 жовтня 2002 року. Пізніше вона була перепохована в Королівському мавзолеї в Тирані.
5 квітня 2004 року її онук Лека, албанський кронпринц, отримав медаль Матері Терези, присвоєну їй посмертно албанським урядом, в знак визнання її благодійних зусиль для народу Албанії.